# میئه کیتاهارا
میئه کیتاهارا (انگلیسی: Mie Kitahara؛ زادهٔ ۲۳ ژوئیهٔ ۱۹۳۳) بازیگر اهل ژاپن است.